# Ecliptica (astronomie)

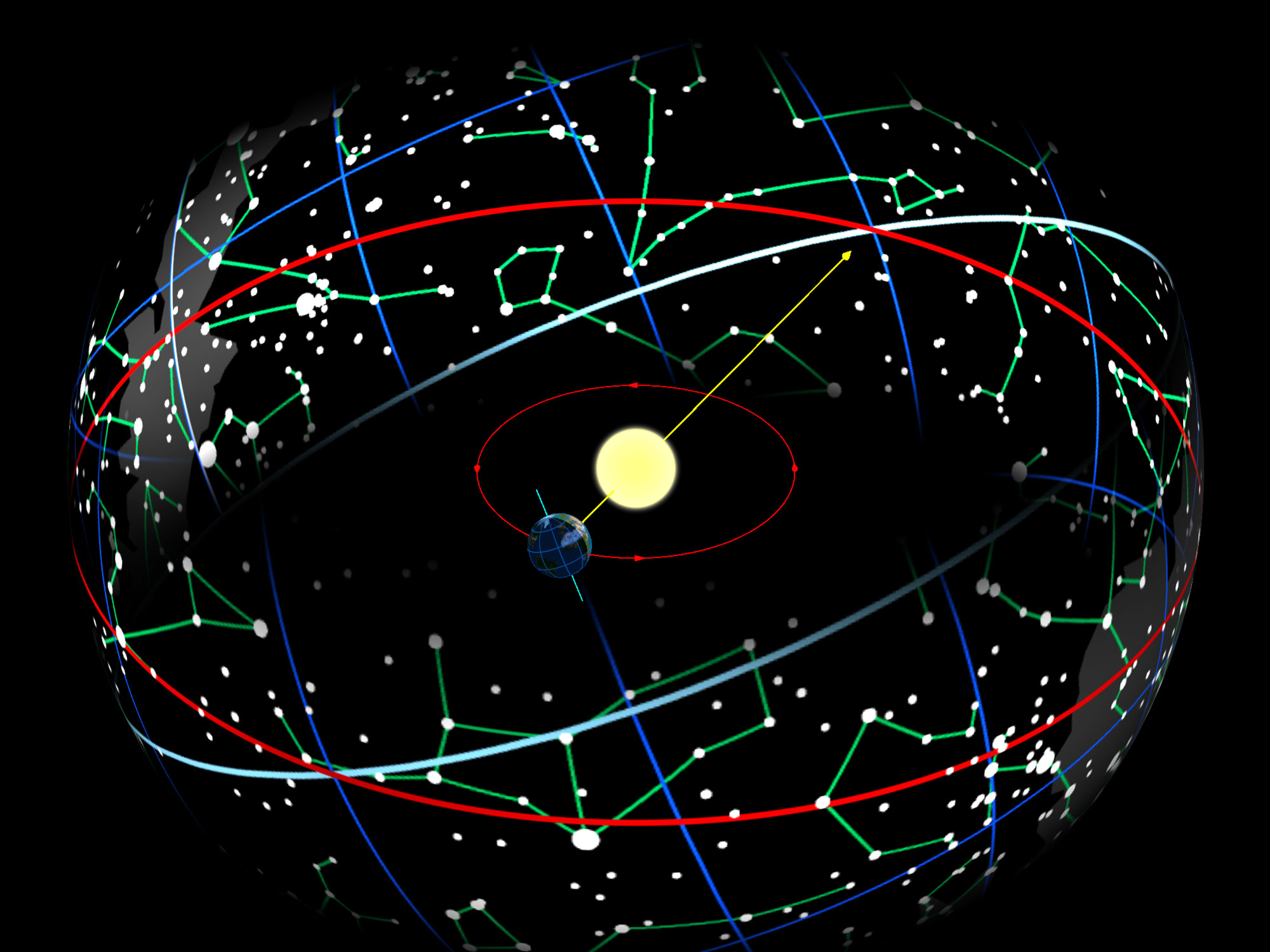
Denkbeeldige hemelbol met in midden de Aarde in een baan om de Zon
ZonDe dierenriem zelf is niet precies omlijnd aangegeven, maar vormt een denkbeeldige band van 20 booggraden waarin de sterrenbeelden liggen geprojecteerd over en rond de ecliptica.

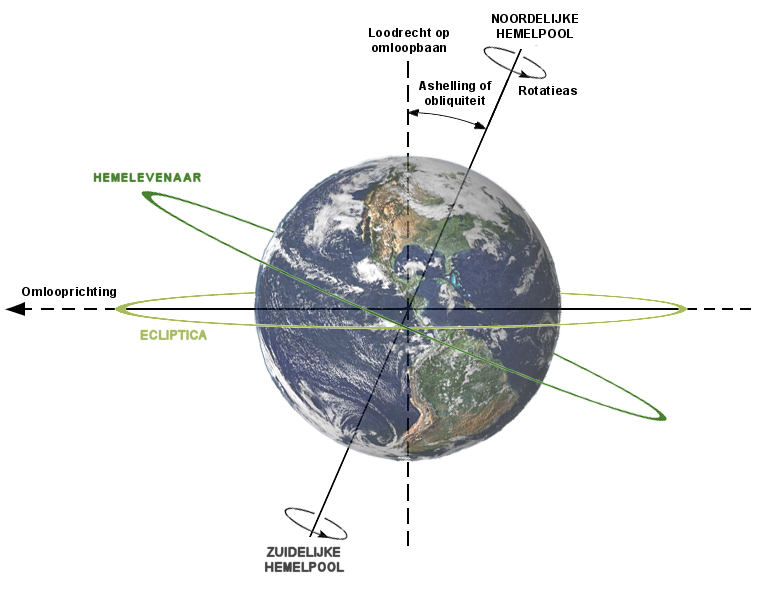
Hoek tussen de ecliptica en de hemelevenaar

De ecliptica is het denkbeeldige vlak waarin de planetenbaan van de planeet aarde, en tevens de baan van de meeste andere planeten van het zonnestelsel, rondom de zon ligt.
Het vlak van de ecliptica bevat dus zowel het middelpunt van de zon als dat van de Aarde. Van de zon uit gezien is de ecliptica de jaarlijkse baan van de aarde om de zon. De 20 graden brede band van 12 (eigenlijk 13) sterrenbeelden waar de ecliptica doorheen loopt wordt de dierenriem of zodiak genoemd. Op de kaartjes van de sterrenbeelden is de ecliptica meestal als rode stippellijn aangegeven en de dierenriem ligt er als een soort vlak omheen/overheen.
De ecliptica is een grote cirkel die een hoek van 23°26' maakt met de hemelevenaar. Zij snijdt de hemelequator in het lentepunt (de zon staat in die richting op 21 maart), rechte klimming 0 uur, declinatie 0°. In het lentepunt beweegt de zon zich van het zuidelijk naar het noordelijk halfrond van de hemelbol, in het herfstpunt van het noordelijk naar het zuidelijk halfrond. De grootste noordelijke en zuidelijke declinaties worden door de zon bereikt op 21 of 22 juni (zomerpunt, rechte klimming 6 uur, declinatie 23,44° noord) en op 21 of 22 december (winterpunt, rechte klimming 18 uur, declinatie 23,44° zuid).
De banen van de Maan en de meeste planetenbanen liggen ongeveer in hetzelfde vlak als die van de Aarde. Deze liggen aan de hemel dus in de buurt van de ecliptica. In iets mindere mate geldt dit voor Mercurius (7°). Alleen Eris (44°) en Pluto (17°) hebben een baan die sterk afwijkt van het vlak van de ecliptica.
De baan van de Maan heeft een helling van 5,1° ten opzichte van de ecliptica. Dit heeft tot gevolg dat tijdens de meeste maancycli geen zons- en maansverduisteringen voorkomen. Dit is alleen het geval als de Maan in een knoop staat, de punten waar de ecliptica en het baanvlak van de Maan elkaar snijden.
Hiermee hangt het begrip eclipticapool samen. Een denkbeeldige lijn door de zon, die een hoek van 90° met het eclipticavlak maakt, wijst in de noordelijke- en zuidelijke hemelbol respectievelijk naar twee punten, dit zijn de eclipticapolen. Deze denkbeeldige as wijst niet naar dezelfde punten als de as van de aarde, doordat de aardas gekanteld is ten opzichte van de ecliptica. De noordelijk eclipticapool bevindt zich nabij het sterrenstelsel NGC 6552 en de planetaire nevel NGC 6543 in het sterrenbeeld Draak . De zuidelijke eclipticapool bevindt zich nabij het noordoostelijk gedeelte van de Grote Magelhaense Wolk en de open sterrenhopen NGC 2153 en NGC 2176 in het sterrenbeeld Goudvis . De ecliptica-as valt ook niet precies samen met de draaiingsas van de zon die wijst naar de galactische hemelpolen, omdat de ecliptica bepaald wordt door de baan die de Aarde om de zon beschrijft.
| (Dwerg)planeet | Helling (°) |
| -------------- | ----------- |
| Mercurius      | 7           |
| Venus          | 3,4         |
| Aarde          | 0           |
| Maan           | 5,1         |
| Mars           | 1,8         |
| Jupiter        | 1,3         |
| Saturnus       | 2,5         |
| Uranus         | 0,8         |
| Neptunus       | 1,8         |
| Pluto          | 17,1        |
| Eris           | 44          |

## Schijnbare baan van de Zon in het horizontale coördinatenstelsel
De schijnbare baan van de Zon in het horizontale coördinatenstelsel hangt af van de breedtegraad van de waarnemer, en vormt een combinatie van twee schijnbare bewegingen: de schijnbare dagelijkse beweging en de schijnbare jaarlijkse beweging. De gedeelten boven de horizon vormen de dagelijkse zonneboog, die in een jaarcyclus varieert. Deze bogen op de hemelbol kunnen door verschillende projecties in een plat vlak worden weergegeven.

## Lijst van deepsky objecten op of in de onmiddellijke nabijheid van de ecliptica
Een aantal extragalactische stelsels, bolvormige sterrenhopen, open sterrenhopen, en planetaire nevels die elk werden opgenomen in de New General Catalogue (NGC), bevinden zich betrekkelijk dicht bij de ecliptica, hetgeen betekent dat deze objecten, vanaf de Aarde gezien, jaarlijks worden verborgen achter de Zon en regelmatig door de planeten van het Zonnestelsel worden bezocht, alsook bedekt kunnen worden door de Maan.
NGC 125, NGC 126, NGC 127, NGC 128, NGC 130, Ster van Van Maanen, NGC 1088, NGC 2129, NGC 2365, NGC 2420, Abell 30 (PK 208+33.1) , NGC 2711, NGC 2730, NGC 2734, NGC 3441, NGC 3611, NGC 4044, NGC 4546, NGC 4705, NGC 4718, NGC 6287, Bo 14 , Messier 20, NGC 6526, NGC 6546, IC 4684 , PK 8-3.1 , NGC 6629, NGC 6717, NGC 6903, NGC 7131, NGC 7576, NGC 7585, NGC 7592, NGC 7694, NGC 7699, NGC 7700, NGC 7701, NGC 7710, NGC 7746.